# Krisztina Morvai
Dans le nom hongrois Morvai Krisztina, le nom de famille précède le prénom, mais cet article utilise l’ordre habituel en français Krisztina Morvai, où le prénom précède le nom.
Krisztina Morvai ([ˈkɾistinɒ], [ˈmorvɒi]), née le 22 juin 1963 à Budapest, est une femme politique hongroise, députée européenne, figure de l'extrême droite hongroise.

## Biographie

### Origines et études
Krisztina Morvai a fait ses études à l'université Loránd Eötvös où elle a été diplômée de droit cum laude. Après ses études, elle a effectué les concours nécessaires pour devenir juge en Hongrie mais, plutôt que de travailler à ce titre, elle a continué à enseigner à l'université. En 1989, elle a été la première à bénéficier d'une bourse du gouvernement britannique pour étudiants d'Europe centrale. Elle a utilisé cette bourse pour étudier de manière plus approfondie le droit au King's College de Londres et obtenir un Master en droit. Bénéficiaire du programme Fulbright, elle a enseigné le droit aux États-Unis au sein de l'université du Wisconsin à Madison en 1993 et 1994.
Durant ses études, elle s'est principalement intéressée aux questions de l'avortement, des droits des victimes dans les procédures pénales, de la dignité et des droits des séropositifs, de l'abus sexuel sur les enfants, sur l'exploitation sexuelle et sur la prostitution, de la discrimination et de la violence conjugale. Elle est l'auteur d'un livre intitulé Terreur dans la famille (Terror a családban), une étude qui évoque la violence domestique. 
Dans les années 1990, elle a travaillé pour la Commission européenne des droits de l'homme et, entre 2003 et 2006, pour la Convention sur l'élimination de toutes les formes de discrimination à l'égard des femmes de l'ONU. Elle perd son poste après un rapport critique sur la condition des femmes arabes en Israël.
Krisztina Morvai prend régulièrement position pour le droit des femmes, des malades du sida ou des homosexuels.
Elle est mère de trois filles, dont des jumelles.

### Carrière politique
Krisztina Morvai n'a jamais été membre du Mouvement pour une meilleure Hongrie (Jobbik) bien qu'elle en ait été deux fois la tête de liste aux élections européennes, et qu'elle ait accepté d'être sa candidate à l'élection présidentielle hongroise de 2010, sans toutefois atteindre le nombre de soutiens de députés nécessaires pour y participer.
Lors des élections européennes de 2009 en Hongrie, la liste du Jobbik qu'elle conduit obtient 14,8 % des voix, et elle est élue députée européenne. Au scrutin de 2014, elle recueille le même score (14,7 %), ce qui lui permet d'être réélue. 
Au Parlement européen, elle siège en tant que non-inscrite, et prononce des discours eurosceptiques et anti-immigration.
Krisztina Morvai utilise la rhétorique populiste antisémite et anti-Roms du Jobbik, parti qui accuse les Roms d'être responsables de la baisse du niveau de vie en Hongrie. En 2006, elle accuse sa rivale au poste de déléguée hongroise au comité de la Convention sur les femmes des Nations unies d'être une « sioniste bien connue ». En 2008, dans un discours elle conseille aux « sionistes libéraux-bolchéviques » de réfléchir à l'endroit où ils s'enfuiront et se cacheront. En 2009, elle se réjouit des pertes israéliennes lors de l'offensive dans la bande de Gaza, et s'adressant aux Israéliens, « souhaite à vous tous, sales meurtriers pouilleux, de recevoir les « baisers » du Hamas »,. Peu avant les élections européennes de 2009, elle conseille aux Juifs qui la critiquent de « jouer avec leur petite queue circoncise » à la place,. En 2010, elle dit au journal Die Welt avoir des preuves que le président israélien Shimon Peres a déclaré qu'Israël veut acheter la Hongrie,.